# Júlio César Rocha Costa
Júlio César Rocha Costa (Santos, 12 mei 1980) is een Braziliaans voetballer.